# Bactra ochrographa
Bactra ochrographa es una especie de polilla del género Bactra, categorizada en la tribu Olethreutini, de la subfamilia Olethreutinae.

## Distribución
Se distribuye por Nepal.

## Taxonomía
Fue descrita por Diakonoff en 1989 y publicada en (Bactra), Nota Lepid. 11: 243.